# Up Saw Liz
«Up Saw Liz» — пісня бельгійського співака Stromae, випущена в 2009 році як сингл поза альбомом. У 2010 році пісня та ремікс увійшли до другого мініальбому Stromae під назвою Mixture Elecstro. Назва «Up Saw Liz» не має істотного значення. Stromae заявив в одному зі своїх відео на YouTube, що концепція пісні полягала в тому, щоб підкреслити, що коли мова йде про пісню, людям більше важливий ритм, ніж текст. Він навіть заявляє про це в пісні: De toute façon tu t'enfous de c'que j'dirais. Que je fasse mon refrain ou pas, que je le bosse ou que j'le bacle alors j'dirais n'importe quoi, що в перекладі з французької означає «все одно вас не хвилює, що я скажу. Якщо я зроблю приспів чи ні, незалежно від того, чи стараюся я над ним чи зіпсую його, тому я б сказав нісенітницю».

## Дата випуску
Офіційною датою випуску пісні є 22 грудня 2009 року, оскільки тоді вона була розміщена в iTunes для завантаження. Як пісня без альбому, вона була випущена приблизно в 2009 році, точна дата невідома, і як альбомна версія вона була випущена в альбомі Mixture Electro 27 лютого 2010 року.

## Список пісень
1. Up Saw Liz (3:36)
2. Up Saw Liz (Remix) (3:23)